# Montreux (battello a vapore)
Il Montreux è un battello a vapore facente parte della flotta Belle Époque della Compagnie Générale de Navigation sur le lac Léman (CGN).
Aveva un battello "gemello": il Général-Dufour costruito nel 1905 e demolito nel 1977.
È attualmente il battello più antico di proprietà della CGN ancora in utilizzo sul Lago Lemano.

## Storia
Il piroscafo Montreux fu inaugurato nel 1904, poteva ospitare fino a 1100 passeggeri.
Nel 1958 il permesso di navigazione viene ritirato.
Ma in seguito, in previsione del traffico crescente generato da Expo64, il battello sarà ristrutturato nel 1962, cambiando il motore a vapore che sarà un motore Diesel con transmissione elettrica sulle ruote a pale, gli arredi interni, e la capienza passerà da 1100 passeggeri a 900.
Tra il 1999 e il 2001 è stato ancora risanato, in quel occasione gli venne installato un motore a vapore nuovo con due cilindri, fornitto della ditta Dampfmaschinen- und Lokomotivfabrik DLM AG di Winterthur (primo motore a vapore installato su un battello in Svizzera dopo il 1929).
La capienza di passeggeri cala a quota 750.
Nel 2004, per risanare il salone di prima classe venne usato il legno del battello Valais (1913-2003), che non poteva essere salvato per mancanza di soldi a risanarlo.
Questi ultimi lavori dal 1999 in avanti sono stimati in 10 milioni di franchi svizzeri, di cui quasi 3,5 milioni per il motore a vapore.
Dal 2011, la flotta Belle Époque (che comprende anche il battello Montreux) è parte dei monumenti storici del Canton Vaud.

## Galleria d'immagini

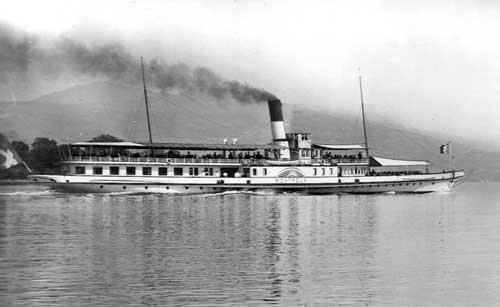
Attorno al 1910, con fume di riscaldamento carbone
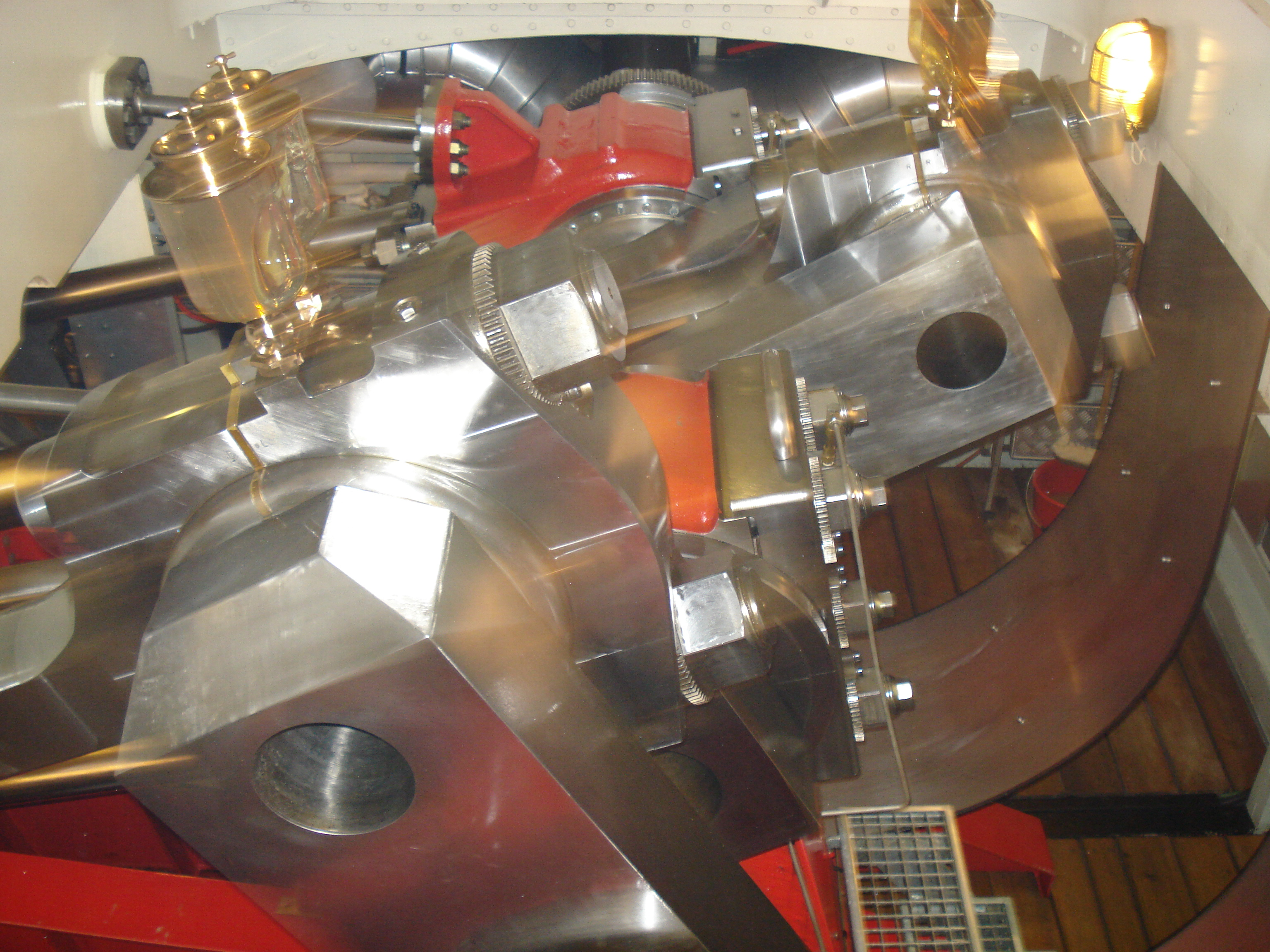
Nuovo motore a vapore nel laboratorio della ditta DLM AG
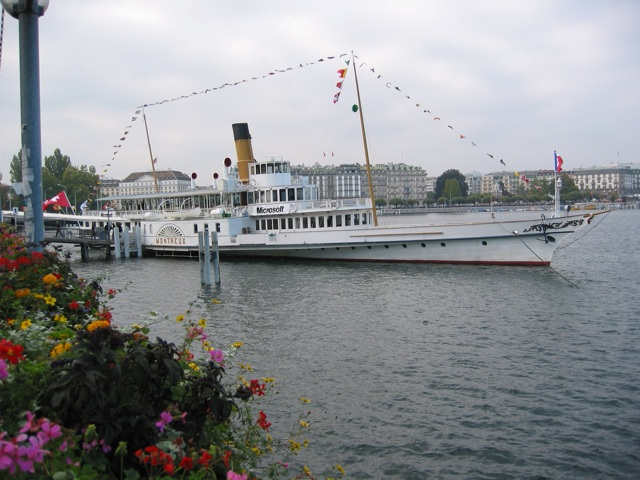
Nel 2003
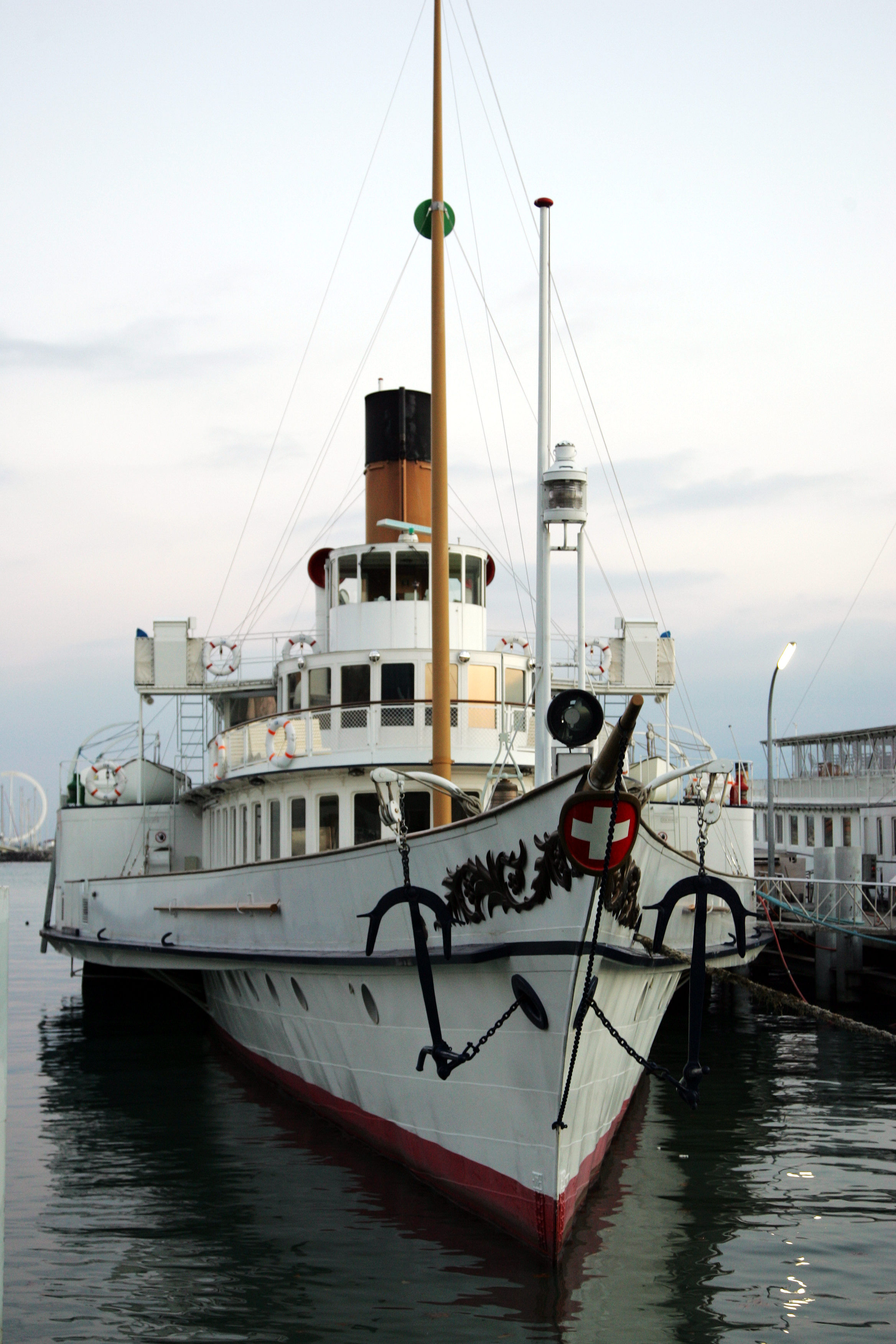
A Losanna Ouchy nel 2007
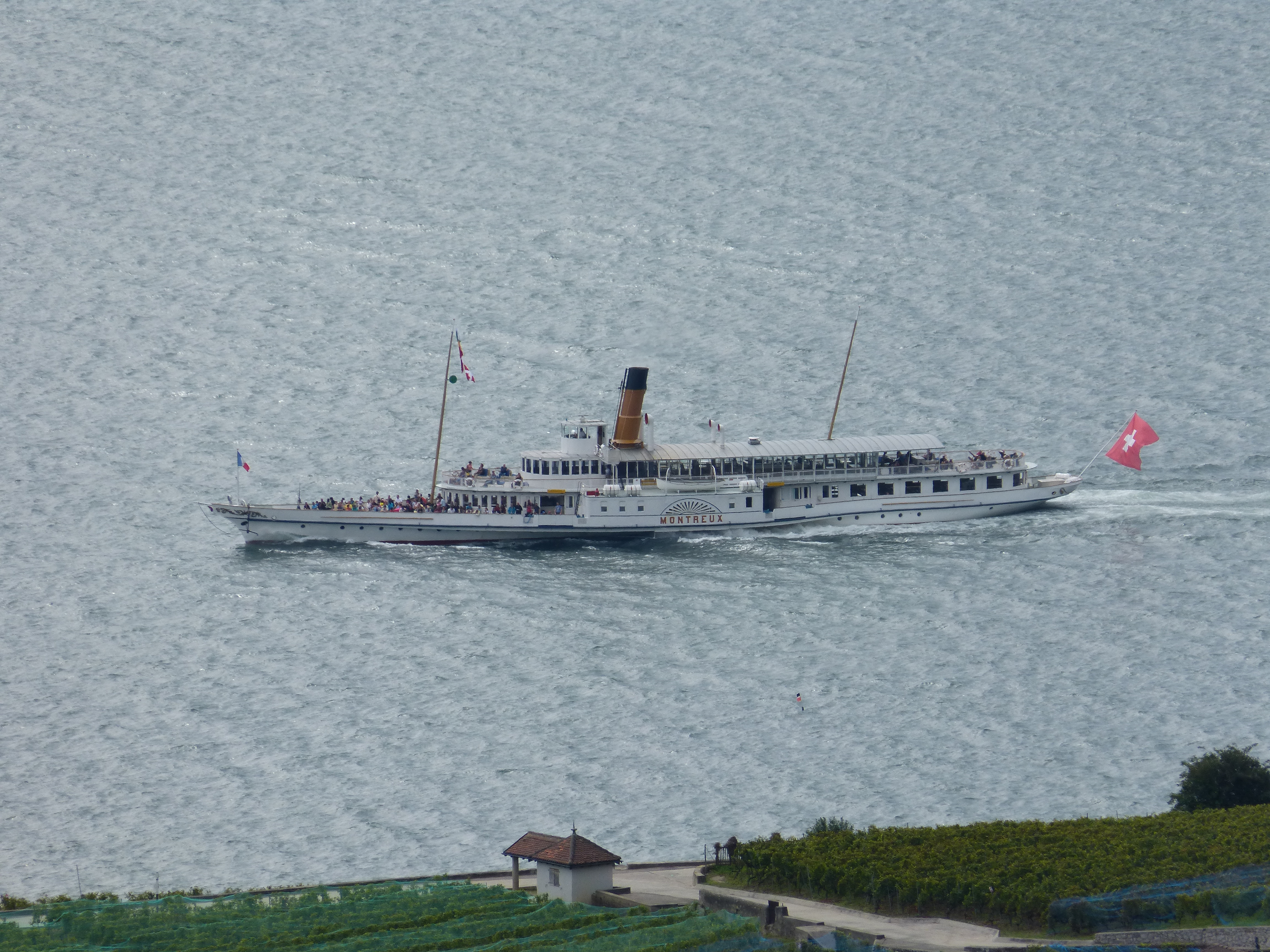
Battello vapore Montreux preso Bourg-en-Lavaux
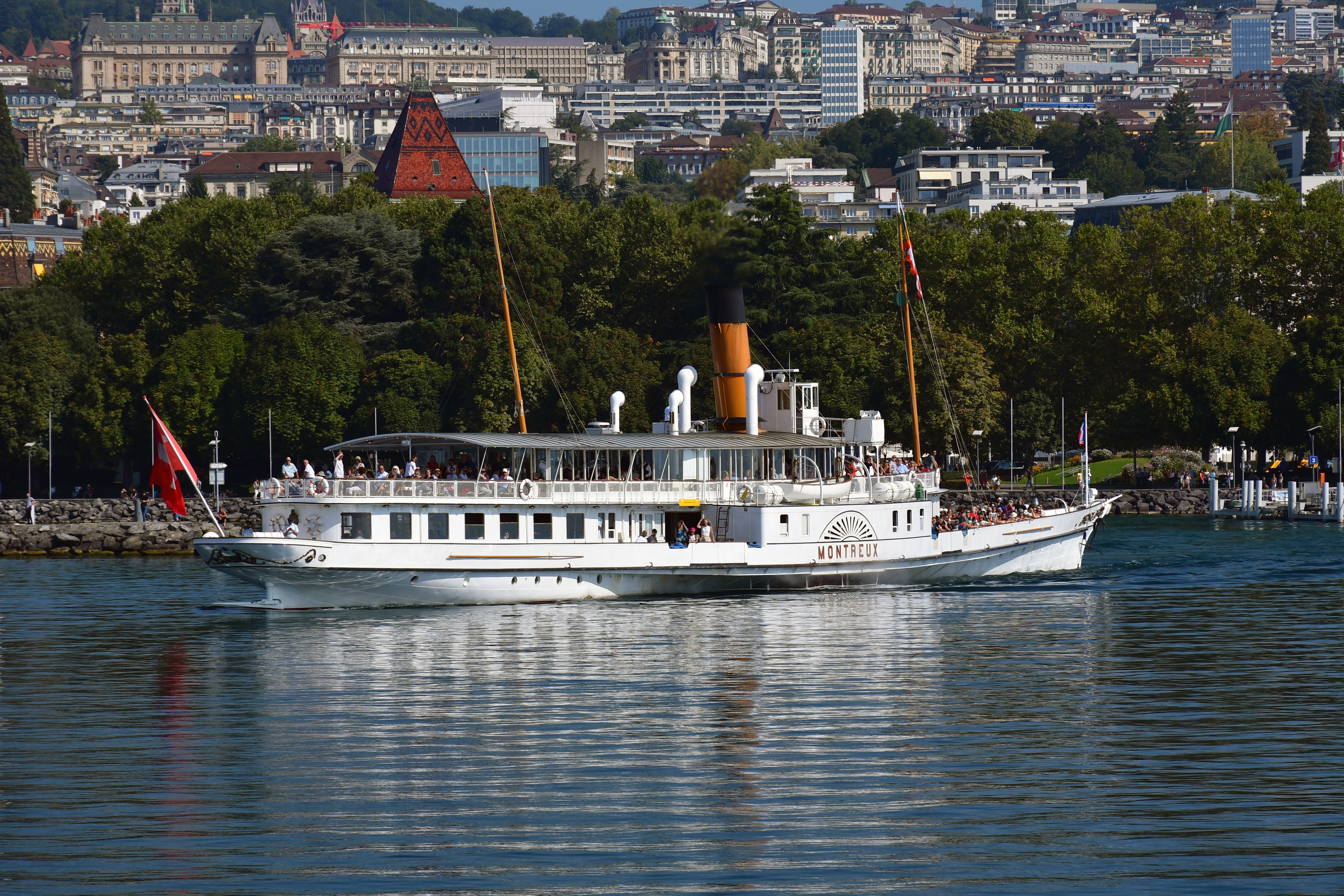
Il vaporetto in 2019, sotto Losanna